# Vojtěch Levinský
Mgr., Bc. Vojtěch František Josef Levinský, lat. Adalbertus Xaverius Josephus Levinsky (9. dubna 1682 Chlumec nad Cidlinou – 9. dubna 1768) byl český katolický kněz, teolog, hodnostář a autor náboženských spisů.

## Život
Byl duchovním správcem  ve farnosti – děkanství Rožďalovice. Nejprve zde působil jako kaplan. Od roku 1718 až do své smrti v roce 1768 pak zde působil jako děkan.

### Náboženské spisy
Kromě duchovní správy a zásluh o výstavbu rožďalovického kostela sv. Havla proslul i jako autor náboženských spisů, přičemž jeho asi nejznámější spis je PANIS QUOTIDIANUS, Pro consequenda, & conservanda VITA seu DEI GRATIA Fidelium Animarum, & omnium Bonorum Temporalium. Non quidem ad Esum, verum ad Usum BONIS PASTORIBUS.
K jeho dalším významným dílům patří: Karmelitánská Země Maryánská, W niž Bratři a Sestry Weleslawného Bratrstwa S. Sskapuljře Blahoslawené P. Marye z Hory Karmélu. Owoce gegi a neglepssý wěcy gedj z roku 1718 a  	Křestianský Hlas Wsse-Obecnj Na každý Cžas Celo-Ročnj Libě w Vssých Božjch zněgjcý Za Obdrženj Milosti a Pomocy Božj w rozličných Potřebách Tělesných y Duchownjch, wzlassť skrze Přjmluwu a Orodowánj Swatých z roku 1733.

### Výstavba kostela sv. Havla
V Rožďalovicích se zasloužil o postavení nového kostela svatého Havla na místě staršího menšího kostela. Od svého nástupu do úřadu rožďalovického děkana v roce 1718 začal usilovat o výstavbu nového kostela. V roce 1718 bylo zavedeno při dosavadním kostele sv. Petra a Pavla v Rožďalovicích bratrstvo „sv. škapulíře Panny Marie Karmelské“. Při shromáždění početných příznivců „sv. škapulíře“ se ukázalo, že starý kostel je pro taková shromáždění nedostatečný. Bylo provedeno měření prostor tehdejšího kostelíka, který byl 18 metrů dlouhý, 9 metrů široký a 9 metrů vysoký. Děkan Levinský psal dopisy církevním představeným i vrchnosti a prosil o povolení výstavby nového kostela. Jeho prosby byly podporovány věřícími z celého panství i zbožným držitelem rožďalovického panství Josefa Václava hraběte z Valdštejna a jeho ženy Kateřiny rozené Pafiové.

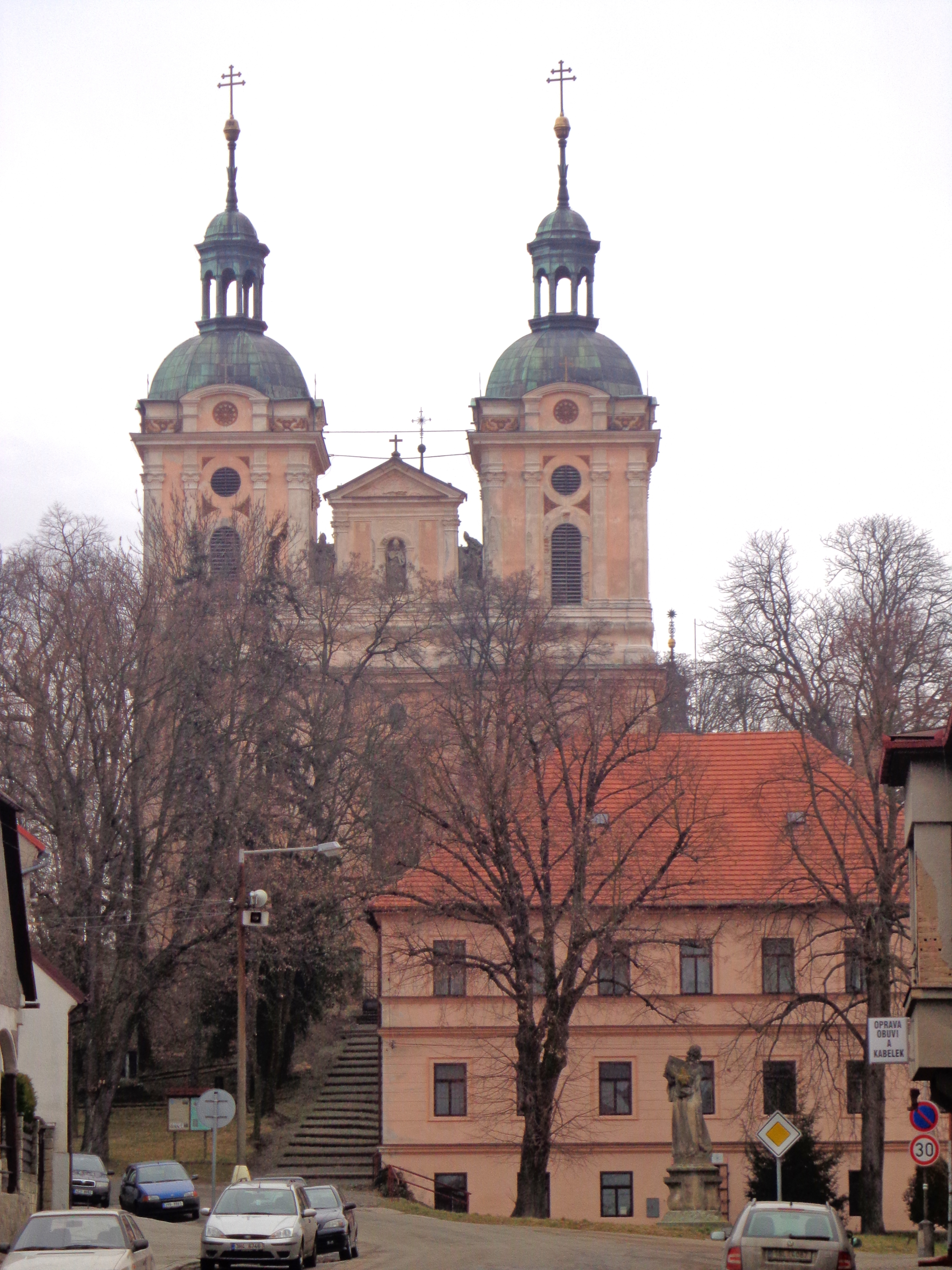
Kostel sv. Havla v Rožďalovicích

V roce 1726 dne 29. června po obdrženém povolení od církevních úřadů byl položen základní kámen k novému kostelu. Hrabě Josef Václav z Valdštejna nechal vyhotovit rozpočet od italského architekta Nicla Rossiho. Stavba byla rozpočtena na 6 332 zlatých. Stavba byla financována jednak nákladem záduší Rožďalovického a Žitovlického, jednak nákladem držitele panství za peněžité podpory děkana Levinského a také díky nemalé částce dobrovolných příspěvků zbožných farníků. Hrabě Václav z Valdštejna přislíbil na stavbu 300 000 cihel, potřebné množství kamene a dřeva. Příslib se týkal i řemeslníků ve službách vrchnosti. Stavba pokračovala na tehdejší dobu poměrně rychle a roku 1731 byla usazena báň na věžičku presbytáře. V tomto roce zemřel Josef Václav z Valdštejna a byl pohřben do krypty nového kostela. Tím prakticky končí první etapa výstavby nového kostela. Po jeho smrti nikdo již nepokračoval. Finance byly prakticky vyčerpány a stavba se zastavila. V roce 1733 byl ze zbytku peněz vybudován hlavní oltář a dne 18. září 1733 byl kostel vysvěcen.
Roku 1753 se objevily první trhliny v nedostavěném zdivu. Děkan Levinský sháněl další prostředky na pokračování stavby, ale marně. Roku 1760 hraběnka Aloisie z Clamu a Gallasu, která spravovala zděděný majetek nezletilého syna a která trávila svůj čas převážně v Rožďalovicích, stala se další mecenáškou stavby kostela. Kromě nutné opravy zdiva financovala zařízení uvnitř kostela. V roce 1761 to bylo postavení postranních oltářů a lavic pro věřící. Pro vstup do kostela byly zhotoveny dveře, které byly zvenčí obloženy dřevem dubovým a uvnitř borovým. V roce 1762 kromě dobudování postranních oltářů, byla zhotovena nová kazatelna, dlažba uvnitř kostela a kolem kostela kamenná zeď. Další stavební úpravy kostela proběhly až po smrti děkana Levinského.